# キンメダマシ
キンメダマシ（Centroberyx druzhinini）は、キンメダイ目キンメダイ科キンメダマシ属に属する深海魚。

## 分類
キンメダイ科の魚はキンメダイ属3種とキンメダマシ属7種の2属10種が知られている。日本にはそのうち4種が分布し、キンメダマシ属は本種のみである。
和名のキンメダマシは「キンメダイ」と「騙し」から取られている。

## 分布
神奈川県より南の太平洋沿岸、琉球列島、東シナ海、西インド洋から西太平洋の、水深100から300メートルに分布する。
キンメダマシ属のなかではもっとも広く分布し、他の種は南アフリカ南端のみに分布するものや、オーストラリア南方やニュージーランドにかけて分布している。

## 特徴
キンメダイ属に特徴的な涙骨の鋭い棘がなく、背鰭の棘数が5から7（キンメダイ属は通常4）と多い。体長は30センチメートル前後になり、体高はやや高く、尾鰭は二叉形で長めである。

## 利用
食用になるが漁獲量が少なく市場にはほとんど出回らない。